# 大海鰱
大海鰱又名大眼海鰱，俗名海菴，是輻鰭魚綱海鰱目的其中一科。

## 分布
本魚廣泛分布於印度太平洋區，包括紅海、非洲东岸和南岸、菲律宾、韓國、台灣、澳洲、社會群島、印尼、美拉尼西亚、密克罗尼西亚、玻里尼西亚、日本以及南海和东海等海域。常见于浅海，物种的模式产地在南太平洋塔納岛。

## 深度
水深1至30公尺。

## 特徵
本魚近似海鰱，體較為短壯，略形側扁。被大圓鱗，側線直走。背鰭稍小於臀鰭，最後鰭條延長為絲狀。背鰭、臀鰭基底沒有鱗鞘。體背部青灰色，腹部銀白色。吻端青灰色。各鰭淡黃色。背鰭和尾鰭的邊緣灰色。胸鰭末端散有小黑點。體長可達100公分。

## 生態
本魚為暖水性近海中上層魚類。成魚常生活於棲息於熱帶和亞熱帶海域，有時進入河口區，幼魚則通常棲息於河口、內灣或者紅樹林中。亦見於河流、湖泊和沼澤死水中。成魚及幼魚均可忍受寬範圍的水體含鹽量。攝食小蝦和小魚。幼魚發育經變態過程，即「細頭挾帶型」期。